# Neoklasszikus dark wave
A neoklasszikus dark wave (angolul neoclassical dark wave, vagy neoclassical goth) a dark wave, illetve a post-industrial egyik alműfaja, de a név inkább egy komponálási formát, eljárást takar: komolyzenei hagyományok modern zenével való ötvözését. A neoclassical a darkwaveből alakult ki a Dead Can Dance zenekar munkássága nyomán, de később a post-industrial műfajokra is (például martial industrial) hatással volt. A neoclassical zenékben gyakran használnak klasszikus hangszereket, nagyzenekari hangzásokat, illetve operatikus, női vokálokat (ethereal wave), melyek összhatásával a Gothic/Darkwave stílus melankolikus érzésvilágát ültetik át komolyzenei dalszerkezetbe. Több zenekar népzenei vagy Neofolk elemeket is alkalmaz a hangzásvilág még kifejezőbbé és változatosabbá tételéhez, ha az adott zenei téma megköveteli.

## Fontosabb előadók
- Dark Sanctuary
- Dead Can Dance
- Elend
- Lisa Gerrard
- Ophelia's Dream
- Sopor Aeternus & The Ensemble Of Shadows